# Rosa Cortés
Rosa Cortés (Vélez-Rubio, Reino de Granada, circa 1726 – ¿?) fue una mujer gitana española; cabecilla de la fuga protagonizada en 1753 en la Casa de Misericordia de Zaragoza. Su figura ha sido reivindicada por una Plataforma con su nombre en defensa de la memoria gitana en 2019. 

## Hechos
Fue capturada con ocasión de la Gran Redada de 1749 ordenada por el Marqués de la Ensenada que tenía como fin exterminar al pueblo gitano. Cortés estaba casada con Ginés Fernández que fue destinado al arsenal de La Carraca, y que probablemente falleció en el trayecto entre ese Arsenal y el del Ferrol, en 1752,  ya que Cortés en 1753 se declaraba viuda.
Estuvo recluida, junto a mujeres y niños menores de 7 años en la Alcazaba de Almería. Fueron enviados a la Alhambra de Granada y posteriormente a Málaga donde el Marqués de la Ensenada quería crear un "depósito" de mujeres, es decir, un lugar de concentración esperando que se les diera un destino definitivo. Tras dos años recluidas en diferentes lugares de la ciudad se decidió que todas las mujeres que todavía estaban en los depósitos de Palencia y Málaga se dirigirán a la Casa de Misericordia de Zaragoza. El traslado se hizo en barco, en carretas y a pie.
Se construyó una nueva galería, exenta, en el recinto de la casa, destinada exclusivamente a albergar gitanas. Al llegar a la Casa de Misericordia las mujeres se negaron a entrar en ella y exigieron permanecer en el patio al aire libre ya que era un barracón insalubre.
Protagonizaron muchos intentos de fuga. El más destacado tuvo lugar en enero de 1753 siendo Rosa Cortés la cabecilla tras abrir un boquete en la pared de la sala común que servía como dormitorio con un clavo y agua. 52 gitanas huyeron, siendo casi todas capturadas al ser descubiertas por un soldado de caballería por casualidad.
Cortés fue una de las apresadas y así declaró como había hecho el boquete por el que habían huido.
No se tiene más datos sobre ella a partir del 31 de marzo de 1753.

## Reconocimientos
En 2019 se creó la Plataforma Rosa Cortés para reivindicar su figura y la de todas las mujeres que sufrieron la Gran Redada. El 18 de enero de 2020 esta plataforma junto a la Federación de Asociaciones Gitanas de La Rioja Ezor Roma participaron en una concentración frente a la Fuente de los Ilustres Riojanos de Logroño para defender "la memoria gitana".
La historia de la fuga de la Casa de Misericordia de Zaragoza liderada por Rosa Cortés fue incluida en el libro Resistencias Gitanas de los activistas contra el racismo antigitano Silvia Agüero y Nicolás Jiménez.